# Lucia Migliaccio
Lucia Migliaccio, vévodkyně z Floridie (19. července 1770, Syrakusy – 26. dubna 1826, Neapol) byla druhá manželka krále Ferdinanda I. Neapolsko-Sicilského. Jejich sňatek byl morganatický a Lucia se nikdy nestala královnou.

## Život
Byla dcerou Vincenta Migliaccia a Dorotey Borgiové.
Poprvé se vdala za Benedetta Grifea, knížete z Partanny. Spolu měli pět dětí: Giuseppeho, Mariannu, Vincenza, Leopolda a Luigiho.
Dne 27. listopadu 1814 se vdala za Ferdinanda I. Jejich manželství vyvolalo skandál, protože bylo uzavřeno teprve dva měsíce po úmrtí jeho první manželky královny Marie Karolíny Habsbursko-Lotrinské. Spolu neměli děti. Lucia zemřela 26. dubna 1826 apohřbena byla v kostele sv. Ferdinanda v Neapoli.